# Verderonne
Verderonne là một xã thuộc tỉnh Oise trong vùng Hauts-de-France phía bắc nước Pháp. Xã này nằm ở khu vực có độ cao từ 48-138 mét trên mực nước biển. Dân số theo điều tra dân số năm 1999 là 530 người.